# Diego Martín Pérez
Diego Martín Pérez (Los Llanos de Aridane, 13 de agosto de 2003) es un futbolista español que juega en la demarcación de extremo izquierdo en Las Palmas Atlético de la Tercera Federación.

## Trayectoria
Formado como futbolista en las categorías inferiores de la U. D. Los Llanos de Aridane, en el verano de 2020 se incorporó al juvenil de la U. D. Las Palmas, tras pasar por Las Palmas C, finalmente hizo su debut con Las Palmas Atlético el 15 de enero de 2023 contra la U. D. Tamaraceite. En la temporada 2024-25   participó en 32 partidos y aportó 3 goles en la temporada del ascenso del filial a Segunda Federación.
Fue convocado por primera vez con el primer equipo el 8 de marzo para enfrentarse al Real Betis en Sevilla. No fue hasta el 18 de mayo de 2025 cuando hizo su debut en un encuentro de la Primera División de España que finalizó con un resultado en contra por 0-1 contra el C. D. Leganes.

## Clubes
Actualizado al último partido disputado el 24 de mayo de 2025.
| Club                 | País   | Temporada | Partidos | Goles |
| -------------------- | ------ | --------- | -------- | ----- |
| U. D. Las Palmas "C" | España | 2022-2023 | 22       | 13    |
| Las Palmas Atlético  | España | 2023-     | 77       | 11    |
| U. D. Las Palmas     | España | 2025-     | 2        | 0     |